# Difosfat de dimetilal·lil
El difosfat de dimetilal·lil o difosfat de 3-metilbut-2-en-1-il (antigament conegut per pirofosfat de dimetilal·lil) és un compost orgànic del grup dels organofosforats, i en concret un èster de l'àcid difosfòric, {\displaystyle {\ce {H4P2O7}}}. La seva fórmula molecular és {\displaystyle {\ce {C5H12O7P2}}}, però habitualment se'l representa per l'abreviatura DMAPP, de l'anglès dimethylallyl pyrophosphate. És un producte intermedi en diversos processos biològics com, per exemple, la ruta del mevalonat. Aquest isòmer del difosfat d'isopentil (IPP) es troba virtualment en totes les formes de vida.